# Moltkiopsis ciliata
- Commons
- Wikispecies

Moltkiopsis é um gênero de plantas pertencente à família Boraginaceae, com uma única espécie, Moltkiopsis ciliata.